# 丹羽勝海
丹羽 勝海（にわ かつうみ、1938年（昭和13年）8月2日 - 2019年（平成31年）1月29日）は、日本のテノール歌手。レオ・やまもとの名義でカウンターテナーとしても活動していた。
日本大学芸術学部音楽学科元主任教授。日本声楽発声学会元理事長（1989年から2000年まで）。優秀外国映画輸入配給賞審査員、アメリカ歌曲研究会名誉会員、芸研連オブザーバー、COMET会員、二期会会員、NATS会員。

## 経歴
1938年、神奈川県横浜市に生まれる。芝高等学校を卒業後、東京芸術大学に入学する。東京芸術大学では、磯谷威、古沢淑子、中山悌一、ロドルフォ・リッチに師事。1961年、東京芸術大学音楽学部を卒業。1961年から1966年にかけてアメリカに留学し、UCLA大学院、ジュリアード音楽院でヤン・ポッパー、ロッテ・レーマン、ジェニー・トゥーレルに師事する。1964年にはアスペン音楽祭サマー・スクールにてアルフレッド・デラーからカウンターテナー唱法を学ぶ。
1962年、UCLAシェーンベルクホールにて「修禅寺物語」夜叉王、「ドン・ジョバンニ」タイトルロール、1964年ジュリアード音楽院のオペラ劇場のメンバーにも選ばれ、「ジャンニ・スキッキ」タイトルロール、1966年「フィデリオ」ピツァロ役など数多くのオペラ公演に参加。
日本に帰国後の1966年、「コジ・ファン・トゥッテ 」グリエルモ役でオペラ界にデビュー、その後バリトンからテノールに転じ、1967年東京文化会館にて「蝶々夫人」ピンカートン役でテノールデビュー。
1969年　東京芸術大学音楽学部大学院をイギリスの中世及びバロックのカウンター・テナーの声楽曲の演奏及び論文「カウンターテナー概論」により修了。
1968年「シンデレラ」ドンラミーロ、1969年「こうもり」アイゼンシュタイン、1970年産経ホールにて「セビリアの理髪師」アルマヴィーヴァ伯爵、同年大阪フェスティバルホールにて「ラインの黄金」フロー、東京文化会館にて「ワルキューレ」ジークムント、1972年「カルメン」ドンホセ、1975年「オテロ」オテロ、1976, 78年バーンスタイン「ミサ」司祭（セレブラント）、1979年日生劇場にて「こうもり」アルフレード、1977, 79年「カーリューリバー」狂女、1979年「サロメ」ヘロデ王、1979年「ローエングリン」ローエングリーン、1981年東京文化会館「香妃」乾隆帝、1983年新宿文化センターにて「真夏の夜の夢」オベロン、「天国と地獄」プルート等々、数々のオペラに出演。
コンサートにおいてもブリテン「戦争レクイエム」、マーラー「大地の歌」、オルフ「カルミナ・ブラーナ」、ヴェルディ、モーツァルト等の「ミサ」「レクイエム」等のソロを歌っている。
1976年から1985年までの10年間連続してNHKニューイヤーオペラコンサートに出演。「蝶々夫人」ピンカートン、「カルメン」ドン・ホセ役はそれぞれ100回以上、第九テノールソロでは、N響、東響、大響、他多くの楽団と共演し、その公演数が200回を超え、第九男の異名を持つ。
2019年1月29日、うっ血性心不全のため東京都文京区の病院で死去、80歳。

## 受賞歴
1966年：民音コンクール 1位

## 交友関係
モンセラート・カバリェ、ジェームズ・レヴァイン、サイモン・エステス、中村紘子、菊池彦典、等世界的音楽家と交友があり、日本国内にも著名音楽家に友人が多い

## 活動
レオ・やまもと　の名でカウンターテナーのコンサート活動を行うアポロンの会を主宰していた。

### レオ・やまもと　コンソート
レオ・やまもと（丹羽勝海）音楽歴
- 1968年　三宅春恵とのジョイントリサイタル
- 1978年　レオ・やまもとコンソートを結成し第一回演奏会を行う
- 1981年　ニューヨーク、ロサンジェルス、サンフランシスコ等で「現代日本声楽曲によるリサイタル」を行い大好評を得る
- レオ・やまもと　コンソート
  - 第1回　1978年　ダウランド、ウォード、モーリー、モンテヴェルディ、カヴァッリ、パーセル　石橋エオリアンホール
  - 第2回　1979年　カヴァッリ、カリッシーミ、カッチーニ、ドゥランテ、ヘンデル、パーセル　石橋エオリアンホール
  - 第3回　1980年　モンテヴェルディ、ドンヌ、スカルラッティ、ヴィバルディ、パーセル　石橋エオリアンホール
  - 第4回　1981年　「妖精の女王」全5幕　ヘンリー・パーセル　石橋エオリアンホール
  - 第5回　1982年　「声とリュートの為のフランス17世紀宮廷歌」「火の鳥黎明編より3つの断章」ドイツ東洋文化ホール
  - 第6回　1984年　「オルフェオの勝利」「ヘンリーパーセル作品」音楽の友ホール
  - 第7回　1985年　「声とリュートの為のフランス17世紀宮廷歌」「謡夢応の鯉魚」東京日仏学院ホール
  - 第8回　1986年　「ラ・カリスト」「詩画集　コンコルド広場の椅子」バリオホール
  - 第9回　1987年　「ヘンデルとパーセルの作品」「カリフォルニアンメモリー」アビラックコミュニティーセンター
  - 第10回 1988年　「詩画集　コンコルド広場の椅子」東京日仏学院ホール
  - 第11回 1989年　「フランス宮廷歌曲」「エリザベス王朝のリュートソング」銕仙能楽堂
  - 第12回 1990年　「ベルカント・オペラの源流を求めて」「夜と昼の天使たち」石橋エオリアンホール
  - 第13回 1992年　「ディドとエネアス」「海の見える風景」音楽の友ホール

### アポロンの会
1971年、日本の歌曲や声楽作品を多角的に研究、演奏する為に結成され、第一回演奏会を東京文化会館小ホールにて開催する。以来年一度の割合で演奏会を持ち、二回目以降、安達元彦、池辺晋一朗、高田三郎、一柳慧、貴島清彦、坪能克裕、佐藤敏直、柴田南雄、別宮貞雄、高橋悠治、菅野由弘、西村朗、吉松隆、仙道作三らが楽曲を提供。
今も定期的に開催され、2016あきるの、2017京都、2018長野県松本、に於いて新進気鋭の現代作曲家が楽曲を発表している。
- 第1回　1971年　貴島清彦「折口信夫の詩による四つの歌」東京文化会館小ホール
- 第2回　1972年　安達元彦「カルミナブラーナ」東京文化会館小ホール
- 第3回　1973年　池辺晋一朗「モノヴァランスIII」草月会館ホール
- 第4回　1975年　高田三郎「ひとりの対話」第一生命ホール
- 第5回　1976年　一柳慧「水の生理」第一生命ホール
- 第6回　1977年　貴島清彦「嘉辰」「伊勢ノ海」第一生命ホール
- 第7回　1978年　坪能克裕「Tri-squares for voice」第一生命ホール
- 第8回　1979年　清瀬保二「沖の方から猫」「らせん階段」青山タワーホール
- 第9回　1980年　柴田南雄「長恨歌」草月ホール
- 第10回 1981年　別宮貞雄「在りし日の歌」青山タワーホール
- 第11回 1983年　高橋悠治「ボクハソンケイスル」「都市」音楽の友ホール
- 第12回 1984年　菅野由弘「道化師の歌」
- 第13回 1985年　吉松隆　西村朗「ロトの黙示録」東京カテドラル聖マリア大聖堂
- 第14回 1986年　仙道作三「観音様」東京芝増上寺本殿
- 第15回 1987年　松下功「青の朗踊」サントリー小ホール
- 第16回 1988年　日本の名歌と現代作品によるアメリカ公演報告のためのコンサート　音楽の友ホール
- 第17回 1988年　吉松隆「ランダム氏の独白」「フラクタル氏の生涯」音楽の友ホール
- 第18回 1990年　平尾貴四男　歌曲の夕べ「和奈佐乙女物語」新宿モーツァルトサロン
- 第19回 1990年　平井康三郎　歌曲の夕べ
- 第20回 1991年　ナタリーリモニック教授をむかえて「星も光りぬ」音楽の友ホール
- 第21回 1994年　新実徳英「天の香具山」音楽の友ホール
- 第22回 1995年　吉松隆「きれいな歌とこわい歌」音楽の友ホール
- 第24回 1997年　吉松隆「和聲草紙」「KENJI・・・」音楽の友ホール
- 第26回 1999年　丹羽勝海　還暦記念、自作自演の夕べ「ルヴォアイアージュ」北とぴあ・つつじホール

## 出演

### オペラ
- 1962年. ドン・ジョバンニ（ドン・ジョバンニ）
- 1964年. ジャンニ・スキッキ（ジャンニ・スキッキ）
- 1966年. フィデリオ（ドン・ピツァロ）
- 1966年. コジ・ファン・トゥッテ (グリエルモ)
- 1967年. バスティアンとバスティエンヌ（コラス）
- 1967年. 蝶々夫人 (ピンカートン)
- 1968年. 蝶々夫人（ピンカートン）
- 1968年. シンデレラ (ドン・ラミーロ)
- 1968年. チェネレントラ（ドン・ラミーロ）
- 1969年. カルメル派修道尼の対話（カルメルの司祭）
- 1969年. ラインの黄金（フロー）
- 1969年. こうもり（アイゼンシュタイン）
- 1969年. 蝶々夫人（ピンカートン）
- 1969年. 魔笛（武士）
- 1970年. ラインの黄金（フロー）
- 1970年. フィデリオ（フロレスタン）
- 1970年. セヴィリアの理髪師（アルマヴィーヴァ伯爵）
- 1970年. メリーウィドゥ（カスカーダ子爵）
- 1970年. 蝶々夫人 (ピンカートン)
- 1971年. テレジアの乳房（亭主）
- 1971年. こうもり（アイゼンシュタイン）
- 1971年. リゴレット（マントヴァ侯爵）
- 1971年. ナクソス島のアリアドネ（バッカス）
- 1971年. 蝶々夫人 (ピンカートン)
- 1971年. 椿姫(アルフレード)
- 1972年. ディトとエネアス（エネアス）
- 1972年. メリーウィドゥ（カスカーダ子爵）
- 1972年. ワルキューレ（ジークムント）
- 1972年. カルメン（ドン・ホセ）
- 1973年. トスカ（カバラドッシ）
- 1973年. 蝶々夫人 (ピンカートン)
- 1973年. カテリーナ・イズマイロヴァ（セルゲイ）
- 1973年. 魔笛（武士）
- 1974年. 今日から明日まで（オペラ歌手）
- 1974年. フィデリオ（フロレスタン）
- 1974年. カルメン（ドン・ホセ）
- 1975年. カルメン（ドン・ホセ）
- 1975年. オテロ（オテロ）
- 1976年. タンホイザー（タンホイザー）
- 1976年. こうもり（アルフレード）
- 1976年. ミサ (セレブラント)
- 1977年. フィデリオ（フロレスタン）
- 1977年. カーリュー・リバー（狂女）
- 1978年. ミサ (セレブラント)
- 1978年. 蝶々夫人（ピンカートン）
- 1979年. ローエングリン（ローエングリン）
- 1979年. こうもり（アルフレード）
- 1979年. カーリュー・リバー（狂女）
- 1979年. サロメ（ヘロデク）
- 1981年. カルメン（ドン・ホセ）
- 1981年. ミカド（ナンキプー）
- 1981年. 天国と地獄（プルート）
- 1982年. ボッカチオ（ボッカチオ）
- 1982年. ヘンゼルとグレーテル（魔女）
- 1983年. 真夏の夜の夢（オベロン）
- 1983年. 天国と地獄（プルート）
- 1984年. カルメン（ドン・ホセ）
- 1984年. メリーウィドゥ（カスカーダ子爵）
- 1985年. カルメン（ドン・ホセ）
- 1985年. カルメンシータ（ドン・ホセ）
- 1986年. ラ・カリスト（エンデミオン）
- 1989年. カルメン（ドン・ホセ）
- 1989年. 妖精の女王（オベロン）
- 1990年. ボッカチオ（ロッテリンギ）
- 1990年. 天国と地獄（プルート）
- 1990年. ヘンゼルとグレーテル（魔女）
- 1991年. 魔笛 （モノタトス）日中合作オペラ
- 1991年. ヘンゼルとグレーテル（魔女）
- 1992年. ヘンゼルとグレーテル（魔女）
- 1994年. 展覧会の絵（ムソルグスキー）
- 1995年. メリーウィドゥ（ミルコ・ツェータ男爵）

その他
- イエヌーファ（ラツァ・クレメニュ）、幽霊屋敷（ズビグニェフ）

### 日本オペラ
- 1962年. 修禅寺物語（夜叉王）
- 1968年. 聟選び（三十郎）二期会初の海外オペラ公演（ロサンゼルス）
- 1969年. 聟選び（三十郎）
- 1972年. 夕鶴（与ひょう）
- 1972年. ひかりごけ（検事A）
- 1973年. ひかりごけ（検事A）
- 1975年. 袈裟と盛遠（渡辺の渡）
- 1977年. 曽根崎心中孝（徳兵衛）
- 1978年. 黒船（領事）
- 1981年. 香妃（乾隆帝）
- 1982年. 沖縄物語 （役人）
- 1983年. 影のない女（若松美黄）
- 1985年. 夢応の鯉魚
- 1985年. 聴耳頭巾（藤六）
- 1986年. 観音様
- 1986年. オルフェオの勝利（オルフェオ）レオやまもと
- 1987年. 炎の街を通って
- 1987年. 耳なし芳一
- 1987年. 日の出の黒き鳥
- 1987年. 手賀沼賛歌（手賀沼の河童）
- 1992年. 注文の多い料理店
- 1992年. トラウマ氏の一日
- 1992年. 忘れられた少年（豊臣秀吉）
- 1993年. 千の記憶の物語（使者）
- 1993年. セレスタ
- 1993年. 静と義経（梶原景時）
- 1994年. 銀杏散りやまず（男の声）
- 1996年. 忘れられた少年（豊臣秀吉）
- 1997年. 蓬莱の国-徐福伝説
- 1999年. 天守物語

その他
- 芥子の夫人（藤八）、あやめ（影の声）
- 東北の鬼

### ミュージカル
- 1985年. くたばれヤンキース（ジョー・ボイド）
- 1985年. CHICAGO（メアリー・サンシャイン）レオ・やまもと
- 2000年. 赤ずきんちゃん（オオカミ）

### 現代音楽
- 柴田南雄作品による丹羽勝海リサイタル　1978
- 柴田南雄作品による丹羽勝海リサイタル　1994
- 竹内京子独唱会　賛助出演　1977
- 現代の音楽展79　福島雄次郎「啄木の歌より 第二集」
- 現音秋の音楽展79　柴田南雄「パイドロス　はばたくエロス」
- 現代の音楽展88　吉松隆作曲「トラウマ氏の一日」
- 二期会ゴールデンコンサート80　柴田南雄作曲「徒然草」
- 柴田南雄作品とお話し88　柴田南雄「パイドロス　はばたくエロス」
- あぽろんの会 東京カテドラル大聖堂「ロトの黙示録」吉松隆 西村朗作曲
- 第一回北とぴあ国際音楽祭 吉松隆作曲 モノ・ドラマ「ナムウ氏の黙示録」世界初演
- 第一回ホースピア音楽祭 吉松隆作曲「宮沢賢治によせるオマージュ」世界初演
- 丹羽勝海コンサート2003　吉松隆作曲　モノドラマ「コンポーザーの憂鬱」
- 丹羽勝海ライヴ、ウイズ、フレンズ　吉松隆作曲「トラウマ氏の一日」
- 日本大学芸術学部ファカルティ・コンサート 吉松隆作曲 モノドラマ「ランダム氏の独白」
- あぽろんの会 音楽の友ホール  吉松隆作曲 ドラマ「フラクタル氏の生涯」
- バリオホール 吉松隆作曲 モノドラマ「百物語より」
- あぽろんの会 音楽の友ホール  吉松隆作曲 ドラマ「スプラッター氏の怖い話」
- 第4回　国際声楽指導者会議ロンドン世界大会委嘱作品　吉松隆作曲「和聲草紙」初演
- シリーズ作曲家自作自演PART4　吉松隆作曲　モノドラマ「作曲家自滅の自演
- 日本音楽集団　第134回定期演奏会　百物語より～語りと邦楽器のための夏の夜の怪異譚　吉松隆作曲
- 現代の音楽展78　上林武雄の詩による三つの歌曲
- 第8回　草津夏期国際音楽アカデミー　吉松隆作曲「小鳥の三部作」

他多数出演

### 歌曲
- おんきょうクラシカルサロン　日本の歌「石川啄木」宮沢賢治を歌う 他
- 松商学園高等学校音楽教室　荒城の月、初恋、島音頭　1978
- 歌う会77　第1回演奏会　「ミケランジェロの7つのソネット」
- 第1回イタリアの歌とベル・カント唱法研究会コンサート　イタリア新古典主義の声楽曲
- 第2回イタリアの歌とベル・カント唱法研究会コンサート レオンカヴァッロとマスカーニの声楽作品の夕べ
- 第3回、イタリアの唄とベル・カント唱法研究会コンサート
- 第3回フランス声楽曲研究会コンサート　ドビュッシーの歌曲の夕べ
- Ridgway TEA　Concert　フォーレの会35　デュパルク
- Ridgway TEA　Concert　フォーレの会36　プーランク・アラカルト
- 世界民謡の旅　神奈川県立音楽堂　カリンカ　サンタルチア　佐渡おけさ他
- 世界民謡の旅　長崎市公会堂　もみの木　黒田節　ロンドンデリー他
- ロッテ・レーマン先生とドイツの歌を讃える会主催
- フランス音楽鑑賞会　フォーレ連続演奏会II
- 第4回フランス声楽曲研究会コンサート　フランスの歌曲とオペラ・アリア
- 第5回第6回フランス声楽曲研究会プーランク生延百年記念コンサート主宰
- 日本声楽発声学会軽井沢コンサート　プーランクの歌曲
- コーラスフェスティバル　中の文化センター　「ロンドンデリー」「オー・ソレ・ミオ」「草競馬」他　1988
- 二期会ゴールデンコンサート　1992　「イエスタディ」「スラバヤ・ジョニー」
- ドラマチックコンサート　世界の名歌　日本の名歌　1992
- 富岡コンサート　日本歌曲及びイタリア歌曲を歌う
- 埼玉第一高等学校音楽コース　第4回定期演奏会　「この道」「初恋」他
- 丹羽勝海ファミリーコンサート　第1回公演　1991　山本伸一による歌曲
- 丹羽勝海ファミリーコンサート　第3回公演　1993　山本伸一による歌曲

他多数出演

### 他ジャンル
- ルネッサンスからバロックへ　1968　リュート伴奏歌曲　ヘンリー・パーセル　モンテヴェルディ
- 演奏及び学会研究発表「せみしぐれ」琵琶と声の為の自作自演
- 貴島清彦先生を偲ぶ音楽会 貴島清彦作曲 朗詠嘉辰と催馬楽「伊勢の海」
- アポロオペラ劇場特別公演　第2回オペラガラコンサート　「ワルキューレ」父の約束した剣　1977
- 筑波大学大学会館　独唱と重唱の夕べ　歌曲、オペラアリ　成田絵智子
- 二期会ソリストによる　80年　滅多に聴けないコンサート
- 青樹舎　同人作品発表会　加藤晴彦「万葉集より　こもよ　やまとには　かけまくも」
- 四人のボーカルコンサート　ヤン・ポッパーとともに
- ゴールドブレンドコンサート　盛岡　ロシア　我が愛する祖国ギィフォアシーフェスティバル　1983　詩とシャンソン
- Japan Society presents N・Y music from Japan 「budda」「carmina burana 」「miminasi hoichi 」他
- 丹羽勝海リサイタル　1981　アメリカ公演報告のための　芭蕉紀行集　六段の調　第3章ダンマパダ
- 二期会ゴールデンコンサート80　トスカ「星も光りぬ」プッチーニ
- 二期会ゴールデンコンサート83「ドゥルシネァ姫に心を寄せるドンキホーテ」ラヴェル
- フランツ・シュミット　七つの封印を有する書　（ヘルデンテノール）ヨハネ　1983
- 二期会ゴールデンコンサート78　プーランク「月並み」
- 二期会オペラスタジオ創設記念25周年　合唱　1979
- 峰村澄子作品展　1994　「生立ちの歌」「不思議な街」
- 第生6回例会　長岡　初春テノールの夕べ　ラルゴ、したわしき木陰、雪の降る街を、他　1993
- 独唱と重唱の夕　茨城県民ホール三夜　1987　蝶々夫人、トスカ、トゥーランドット、イタリア民謡
- 独唱と重唱の夕　茨城県民ホール四夜　1980　蝶々夫人、トスカ、イタリア民謡
- 独唱と合唱による　コン・ヴォーカル・アンサンブル　京都大谷ホール
- コンセール・アミ公演　「利口な女狐」「イエヌーファ」

他多数出演

## 創作活動
- ミュージカル・ファンタジー、「カリフォルニアン・メモリー」
- 茶楽「フォー・シーズン」
- 音楽劇「シロと老人」
- ソング・ブック「夜と昼の天使たち」
- 組曲「ソリテュード」
- ソング・ブック「七つの愛の歌」
- ソング・ブック「ル・ウォアイアージュ」(1995)第一部
- ソング・ブック「ル・ヴォアイアージュ」(1996)第二部その一
- ソング・ブック「ル・ヴォアイアージュ」(1996)第二部その二
- 声と琵琶のための三つの歌
- 声とシンセサイザーのための「七つの歌」1999
- 声とシンセサイザーの為の五つの歌
- 三つの歌
- これからは/トラ・トラ・トラ

他多数

## 学術・論文

### 論文
- カウンターテナー概論
- ドビュッシーとフォーレの歌曲に於けるヴェルレーヌの詩
- フォーレ、デュパルクとドビュッシーの歌曲に於けるボードレールの詩
- 「ビリチスの歌」以降のドビュッシーの歌曲に於ける詩

### 翻訳
- パーセル作曲　オペラ「ディドとエネアス」歌詞全曲
- ラヴェル作曲　コレット台本　オペラ「子供と呪文」歌全曲詞
- ストラビンスキー作曲　オペラ「夜鶯」歌詞全曲
- クルト・ヴァイル作曲「セプテンバーソング」歌詞全曲

### 出版
- 声楽ライブラリーI「技法の基礎をさぐる」共著　音楽の友社
- 声楽ライブラリーII「歌唱へのアドバイス」共著　音楽の友社
- カセットテープによる「コンコーネ50番」中声用楽譜付き　共著　音楽の友社
- カセットテープによる「イタリア歌曲集」全20集楽譜付き　共著　音楽の友社

## CD・LP・DVD録音
- 1776 EP 【ソノシート】 丹羽勝海 「日本大学応援歌」
- 【LP】交響曲第九番合唱付(a4097浜松第九を歌う会合唱団1977年伊藤京子志村年子丹羽勝海栗林義信手塚幸紀辻正行ベートーヴェン)
- 音楽劇CD「ペンネンネンネンネン・ネネムの伝記」丹羽勝海
- 決定盤　こころの叙情歌　〜美しい詩とメロディーと思い出風景75選〜
- 團伊玖磨:オペラ 夕鶴(全曲)
- CD売発,現代曲「ふるべゆらゆら、パイドロス　柴田南雄作品集」プラトン詞　柴田南雄訳/作曲　1997年
- 柴田南雄とその時代 第三期(3DVD付)
- 柴田南雄の音楽
- 丹羽勝海リサイタル　ヴェルレーヌの詩によるドビュッシーの歌曲
- 丹羽勝海リサイタル　アポリネールの詩によるプーランクの歌曲
- ボードレールの詩によるフォーレ、デュパルク・ドビュッシーの歌曲
- ベートーヴェン交響曲第9番マタチッチ
- NHK交響楽団ベートーヴェン生誕200年記念ツィクルス1970
- 林光:ピアノソナタ(1965 初演)/10人の奏者のための「プレイ I」(1971 初演)/混声合唱のための「原爆小景」1. 水ヲ下サイ(1958) 他
- le voyage
- これからは/トラ・トラ・トラ

## TV・ラジオ・映画出演
- 「ニューイヤーオペラコンサート」NHKテレビ
- 「男の料理」NHKテレビ
- 「桂九雀ワイワイジャーナル」ラジオ大阪
- 「川中美幸とともに」文化放送ラジオ
- 「なりたい50代になる」ミッドライフTV
- 「大沢悠里のゆうゆうワイド」TBSラジオ
- 「亀淵友香ゴスペルストリート」インターFM
- 教養特集「現代音楽」NHKテレビ　1968
- 音楽教室「声の美しさ」NHK教育テレビ　1970
- オーケストラがやってきた　TBSテレビ　「ルネッサンスヒットパレード」
- オーケストラがやってきた　TBSテレビ　1974「歌劇　カルメン　その1」
- オーケストラがやってきた　TBSテレビ　1974「歌劇　カルメン　その2」
- オーケストラがやってきた　TBSテレビ　1979「ロンドンのバロック音楽の夕べ」
- 新日鐵コンサート　ニッポン放送　1975「愛の詩　シューマンとクララ」
- 「題名のない音楽会」テレビ朝日 1976「方言による歌」
- 「題名のない音楽界」テレビ朝日 1977「異本　カルメン」
- 「題名のない音楽会」テレビ朝日 1984「今何故カルメンを」
- 「題名のない音楽会」テレビ朝日 1988「音楽に於ける竜の大研究」
- 「題名のない音楽会」テレビ朝日 1988「ビゼー生誕150周年」
- 「題名のない音楽会」テレビ朝日 1988「これが紅白歌合戦だ」
- 「題名のない音楽会」テレビ朝日 1989「さようなら紅白歌合戦」
- 「題名のない音楽会」テレビ朝日 1990「ソドレミ短調大研究]
- 「題名のない音楽会」テレビ朝日 1990「オペラ歌手気質についての研究」
- 「題名のない音楽会」テレビ朝日 1991「丹羽勝海その音楽世界」
- 「題名のない音楽会」テレビ朝日 1991「おれとおまえは同期の桜」
- 「題名のない音楽会」テレビ朝日 1992「音楽名勝負物語」
- 「題名のない音楽会」テレビ朝日 1992「音楽版・平成教育委員会」
- 「アスペン音楽祭インジャパン　懐かしき緑の木陰」信越放送　1988
- 「柴田南雄イン・メモリアム」NHK－FM　1996
- 「男はつらいよ寅次郎恋愛塾」神父役
- 「俺たちの交響楽」歌手役
- 「資生堂SKII」CMソング
- 「ハウス　ザ・カリー」CMソング

## 漆芸家・画家として
- 日本文化財漆協会員
- 昭和48年　小柳種国に師事
- 昭和54年　伝統工芸武蔵野展奨励賞
- 昭和55年　伝統工芸新作展入選、以降7回入選
- 代表作　蒔絵箱「島影」　蒔絵箱「夜の海」
- 1988年フランス、2001年東京都の美術展に入選
- 銀座にて個展「丹羽勝海　沈黙をうたう」を開催、漆芸、工芸、絵画作品を発表